# Nguyễn Phúc Miên Thích
Nguyễn Phúc Miên Thích (chữ Hán: 阮福綿𡫁; 21 tháng 9 năm 1835 – 4 tháng 2 năm 1882), tước phong Hậu Lộc Quận công (厚祿郡公), là một hoàng tử con vua Minh Mạng nhà Nguyễn trong lịch sử Việt Nam.

## Tiểu sử
Hoàng tử Miên Thích sinh ngày 29 tháng 7 (âm lịch) năm Ất Mùi (1835), là con trai thứ 70 của vua Minh Mạng, mẹ là Cung nhân Trần Thị Nhã. Bà Nhã là con nhà tử tế, người Quảng Điền, Thừa Thiên - Huế. Miên Thích là người con duy nhất của bà Nhã. Khi còn là hoàng tử, ông là người có học hạnh.
Năm Minh Mạng thứ 21 (1840), vua cho đúc các con thú bằng vàng để ban thưởng cho các hoàng thân anh em, các hoàng tử công và hoàng tử chưa được phong tước. Hoàng tử Miên Thích được ban cho một con hươu bằng vàng nặng 3 lạng 5 đồng cân.
Năm Tự Đức thứ 5 (1852), ông được phong làm Hậu Lộc Quận công (厚祿郡公).
Năm Tự Đức thứ 34, Tân Tỵ (1882), ngày 16 tháng 12 (âm lịch), quận công Miên Thích qua đời, thọ 47 tuổi, thụy là Cung Lượng (恭亮). Mộ của ông được táng tại Thanh Thủy (Hương Thủy, Thừa Thiên - Huế), sau cải táng tại núi Chóp Vung rồi về Thiên An, Huế). Còn phủ thờ của ông dựng tại An Cựu (thuộc Hương Thủy, Thừa Thiên - Huế), cuối cùng dời về Lam Sơn, Huế.
Quận công Miên Thích có 13 con trai và 7 con gái. Ông được ban cho bộ chữ Hô (虍) để đặt tên cho các con cháu trong phòng. Con trai trưởng của ông là công tử Hồng Xứ, con của vợ thứ, được tập phong làm Kỳ ngoại hầu (畿外侯).